# Doctor Slump
Doctor Slump (닥터슬럼프?, Dakteo SeulleompeuLR) è una serie televisiva sudcoreana trasmessa su JTBC dal 27 gennaio al 17 marzo 2024. Internazionalmente è stata distribuita su Netflix.

## Trama
Al liceo, Nam Ha-neul e Yeo Jeong-woo erano acerrimi rivali e si disprezzavano a vicenda. Crescendo le loro vite hanno preso strade diverse, ma sono diventati entrambi medici. Quando due diverse crisi li costringono a lasciare il lavoro e si ritrovano a vivere insieme a casa di Ha-neul, le circostanze li portano a innamorarsi l'uno dell'altra.

## Personaggi e interpreti
- Yeo Jeong-woo, interpretato da Park Hyung-sik
- Nam Ha-neul, interpretata da Park Shin-hye
- Bin Dae-yeong, interpretato da Yoon Park
- Lee Hong-ran, interpretata da Gong Seong-ha
- Min Kyung-min, interpretato da Oh Dong-min